# Pavel Štoll
Pavel Štoll (* 18. července 1964, Praha) je český filolog, lettonista a lituanista, pedagog na Filozofické fakultě Univerzity Karlovy v Praze, spoluzakladatel a předseda Česko-lotyšského spolku.

## Biografie
Je synem fyzika Ivana Štolla, vnukem politika Ladislava Štolla a bratrem režiséra Martina Štolla. V roce 1982 odmaturoval na pražském Gymnáziu Budějovická. Poté studoval lotyštinu a litevštinu na Karlově univerzitě v Praze, roku 1992 absolvoval semestrální pobyt na Vilniuské univerzitě na Litvě a několik studijních pobytů na Lotyšské univerzitě v Rize. Pracoval pro lotyšskou redakci rádia Svobodná Evropa. Mezi lety 1993 až 2002 pracoval pro velvyslanectví Lotyšské republiky v Praze jako tajemník velvyslance a pracovník pro kulturu, školství a tisk. V roce 1991 patřil mezi zakládající členy Česko-lotyšského klubu (dnes Česko-lotyšský spolek), jehož je od té doby nepřetržitě předsedou. Od roku 1996 působí jako česko–lotyšský soudní překladatel a tlumočník.

### Lettonistika
Od roku 1998 vyučuje lettonistiku na Ústavu východoevropských studií na Filozofické fakultě Univerzity Karlovy v Praze, kde je vedoucím semináře baltistiky. Od roku 2007 také externě přednáší na Filozofické fakultě Masarykovy univerzity v Brně. Roku 2014 se stal zahraničním členem Lotyšské akademie věd.
Je autorem řady odborných článků, knih a statí v českém i lotyšském jazyce.

## Výběr z díla
- MACURA, Vladimír; ŠTOLL, Pavel; ŠVEC, Luboš. Dějiny Pobaltských zemí. Praha: NLN - Nakladatelství Lidové noviny, 2002. 425 s. ISBN 80-7106-154-9.
- SLABIHOUDOVÁ, Naděžda; ŠTOLL, Pavel; VLČKOVÁ, Alena. Slovník pobaltských spisovatelů. Praha: Libri, 2003. 296 s. ISBN 978-80-7277-374-9.
- ŠTOLL, Pavel. Lotyština. Praha: Kulturní dialog, 2007. 15 s. ISBN 978-80-254-0236-8.
- ŠTOLL, Pavel. Zkušenosti a vztahy : Lotyšská a česká společnost ve 20. století. Praha: Filozofická fakulta Univerzity Karlovy, 2013. 253 s. ISBN 978-80-7308-475-2.
- ŠTOLL, Pavel. Lotyšská kultura a Jednota bratrská: České kontexty lotyšských kulturních tradic v 17. - 20. st.. Praha: Karolinum, 2014. 324 s. ISBN 978-80-246-2284-2.

## Ocenění
- Lotyšsko: Důstojník Řádu tří hvězd (2001)
- Litva: Řád velkoknížete Gediminase (2001)
- Lotyšsko: Diplom ministra zahraničních věcí Lotyšské republiky (2002)
- Lotyšsko: Diplom ministrů školství a vědy Lotyšské republiky (2006, 2009)
- Lotyšsko: Diplom předsedy vlády Lotyšské republiky (2010)